# Santa Cruz (provinca, Argentina)
Santa Cruz je argentinska provinca, ki leži v južnem delu države, v Patagoniji. Na severu meji na provinco Chubut, na zahodu in jugu na Čile, na vzhodu pa na Atlantski ocean. Glavno in obenem največje mesto province je Río Gallegos s približno 80.000 prebivalci.

## Zgodovina
Ozemlje današnje province je prvotno poseljevalo več indijanskih plemen s skupnim imenom Tehuelche ali Patagonci. Leta 1520 je Ferdinand Magellan odkril Zaliv svetega Juliána nedaleč od vhoda v Magellanov preliv. 15 let kasneje je Martín de Alcazaba raziskal območje ob reki Chico. Zaradi več napadov britanskih piratov, še posebej pa po obisku Francisa Draka leta 1538 so Španci poslali Pedra Sarmiento de Gamboo, da utrdi Magellanov preliv in tako piratom prepreči dostop do španskih oporišč ob Tihem oceanu.  Sredi 18. stoletja so območje današnje province naselili jezuiti in postavili več misijonov. Ko je leta 1776 bilo ustanovljeno Podkraljestvo Río de la Plata, so območje podredili Buenos Airesu. Leta 1780 je Antonio de Viedma v bližini današnjega mesta Puerto Deseado ustanovil kolonijo Nueva Colonia de Floridablanca, ki jo je kasneje podkralj Vértiz odpravil.
Med letoma 1825 in 1836 je območje raziskovalo več raziskovalcev, med njimi tudi Charles Darwin leta 1834. Leta 1860 je Luis Piedrabuena ustanovil oporišče na otoku Pavón v ustju reke Deseado. 
Leta 1878 je bila ustanovljena gubernija Patagonija s sedežem v Viedmi. 6 let kasneje je razpadla na več manjših entitet, ena od njih je bila tudi Narodna gubernija Santa Cruz. Njeno prvotno upravno središče je bil Puerto Santa Cruz, leta 1901 pa se je preselilo v Río Gallegos. 
V začetku 20. stoletja se je priselil val evropskih priseljencev, ki so pribežali pred negotovimi razmerami v Evropi zaradi bližajoče se 1. svetovne vojne. Najštevilčnejši so bili Španci, Britanci, Nemci in Hrvati. Ob koncu vojne je glavna gospodarska dejavnost, proizvodnja volne, zašla v krizo. Med delavci so se začele uveljavljati od španskih priseljencev prinešene ideje o anarhizmu. Izbruhnila je stavka, ki so jo oblasti krvavo zadušile in ubile več deset kolovodij. 
Leta 1944 so severni del Gubernije Santa Cruz in južni del province Chubut priključili Vojaškemu območju Comodoro Rivadavia, ki so ga ukinili leta 1955. Leta 1957 je Gubernija Santa Cruz pridobila status province.

## Geografija in podnebje
Zahodni del province omejujejo Andi, ki so sicer nižji kot višje na severu, kljub temu pa je nekaj vrhov zasneženih vse leto. V Andih je ledeno polje, ki napaja več ledenikov. Od osrednjega dela do atlantske obale prevladujejo planote, ki se postopoma spuščajo proti morski gladini. Obala je sestavljena iz dolgih plaž in klifov. Laguna del Carbón blizu severne obale se nahaja 105 metrov pod morsko gladino, s čimer je to najnižja točka južne in zahodne poloble.
Povprečna poletna temperatura je 13 °C, povprečna zimska pa 3 °C, pri čemer se lahko takrat spustijo vse do -25 °C. Padavine so prisotne le na skrajnem zahodu, drugje pa redko in na leto pade 200mm dežja. Močni vetrovi pihajo skozi vse leto.
Stepo prečka več rek z rodovitnimi dolinami: Deseado, Gallegos, Santa Cruz, Chico, Coyle in Pinturas.
Na zahodu je več jezer ledeniškega nastanka: Argentinsko jezero, Jezero Buenos Aires, Jezero Viedma, Jezero San Martín in druga. Zaradi nizkih temperatur njihove obale niso primerne za kmetijstvo.

## Gospodarstvo
Glavna gospodarska dejavnost je pridobivanje ogljikovodikov. V Pico Truncadu, Cañadón secu in Cerro Redondu načrpajo letno okoli 4,5 milijona m3 nafte in 3 milijone m3 zemeljskega plina. V Río Turbiu izkopljejo okoli 1 milijon m3 premoga na leto. Ostale pomembnejše rudnine so zlato (Cerro Vanguardia), glina, sadra, sol idr.
Druga najpomembnejša dejavnost je ovčereja s približno 7 milijoni ovac. Sledi govedoreja in v manjši meri prašičereja in konjereja.
V obalnih mestih je pomemben ribolov.
Poljedelstva je zaradi ne najprimernejše prsti malo. Razmeroma skromna je tudi lesna industrija, ki izkorišča gozdove in umetne nasade. Največ se predeluje les lenge.

## Turizem
Najbolj priljubljen je narodni park Los Glaciares na zahodu province, ki ga »oskrbujeta« mesti El Calafate in El Chaltén. Okoli 600 km severno od El Chalténa se nahaja Cueva de las Manos, jama s prazgovinskimi odtisi rok. Vzhodni del province služe obiskovalcem le kot prehodno ozemlje med severnejšimi deli Argentine in Ognjeno zemljo.

## Upravna delitev
Provinca Santa Cruz se deli na 7 departmajev. V oklepajih so navedena njihova upravna središča.
1. Corpen Aike (Puerto Santa Cruz)
2. Deseado (Puerto Deseado)
3. Güer Aike (Río Gallegos)
4. Lago Argentino (El Calafate)
5. Lago Buenos Aires (Perito Moreno)
6. Magallanes (Puerto San Julián)
7. Río Chico (Gobernador Gregores)